# Championnats du monde de slalom (canoë-kayak) 2015
Navigation
Édition précédente Édition suivante
Les championnats du monde de slalom en canoë-kayak 2015, trente-septième édition des championnats du monde de slalom en canoë-kayak, ont lieu du 16 au 20 septembre 2015 au Lee Valley White Water Centre de Londres, au Royaume-Uni.

## Résultats

### Hommes

#### Canoë
| Épreuve       | Or                                                                                            | Or     | Argent                                                                                       | Argent | Bronze                                                                                                  | Bronze |
| ------------- | --------------------------------------------------------------------------------------------- | ------ | -------------------------------------------------------------------------------------------- | ------ | --- | ------ |
| C1            | David Florence (GBR)                                                                          | 94.32  | Benjamin Savšek (SVN)                                                                        | 94.36  | Ryan Westley (GBR)                                                                                      | 96.33  |
| C1 par équipe | Slovaquie Michal Martikán Alexander Slafkovský Matej Beňuš                                    | 106.12 | Allemagne Sideris Tasiadis Nico Bettge Franz Anton                                           | 110.21 | Slovénie Benjamin Savšek Luka Božič Jure Lenarčič                                                       | 114.02 |
| C2            | Allemagne Franz Anton Jan Benzien                                                             | 101.17 | France Pierre Picco Hugo Biso                                                                | 102.25 | France Gauthier Klauss Matthieu Péché                                                                   | 103.34 |
| C2 par équipe | France Pierre Picco & Hugo Biso Gauthier Klauss & Matthieu Péché Yves Prigent & Loïc Kervella | 115.78 | Allemagne Franz Anton & Jan Benzien Robert Behling & Thomas Becker Kai Müller & Kevin Müller | 122.34 | Grande-Bretagne David Florence & Richard Hounslow Mark Proctor & Etienne Stott Adam Burgess & Greg Pitt | 123.59 |

#### Kayak
| Épreuve       | Or                                                    | Or     | Argent                                            | Argent | Bronze                                                           | Bronze |
| ------------- | ----------------------------------------------------- | ------ | ------------------------------------------------- | ------ | ---------------------------------------------------------------- | ------ |
| K1            | Jiří Prskavec (CZE)                                   | 88.99  | Mateusz Polaczyk (POL)                            | 89.43  | Michal Smolen (USA)                                              | 92.01  |
| K1 par équipe | Tchéquie Jiří Prskavec Vavřinec Hradilek Ondřej Tunka | 104.19 | Slovaquie Martin Halčin Andrej Málek Jakub Grigar | 104.38 | Royaume-Uni Richard Hounslow Joseph Clarke Bradley Forbes-Cryans | 106.38 |

### Femmes

#### Canoë
| Épreuve       | Or                                                    | Or     | Argent                                                   | Argent | Bronze                                                       | Bronze |
| ------------- | ----------------------------------------------------- | ------ | -------------------------------------------------------- | ------ | ------------------------------------------------------------ | ------ |
| C1            | Jessica Fox (AUS)                                     | 113.51 | Kateřina Hošková (CZE)                                   | 118.42 | Núria Vilarrubla (ESP)                                       | 121.55 |
| C1 par équipe | Australie Jessica Fox Rosalyn Lawrence Alison Borrows | 144.04 | Tchéquie Kateřina Hošková Monika Jančová Tereza Fišerová | 144.92 | Autriche Julia Schmid Viktoria Wolffhardt Nadine Weratschnig | 150.72 |

#### Kayak
| Épreuve       | Or                                                              | Or     | Argent                                                       | Argent | Bronze                                              | Bronze |
| ------------- | --------------------------------------------------------------- | ------ | ------------------------------------------------------------ | ------ | --------------------------------------------------- | ------ |
| K1            | Kateřina Kudějová (CZE)                                         | 103.62 | Ricarda Funk (GER)                                           | 105.91 | Melanie Pfeifer (GER)                               | 106.33 |
| K1 par équipe | Tchéquie Kateřina Kudějová Veronika Vojtová Štěpánka Hilgertová | 127.33 | Grande-Bretagne Fiona Pennie Kimberley Woods Elizabeth Neave | 128.06 | France Carole Bouzidi Marie-Zélia Lafont Émilie Fer | 129.02 |

## Tableau des médailles
| Rang  | Nation          | Or | Argent | Bronze | Total |
| ----- | --------------- | -- | ------ | ------ | ----- |
| 1     | Tchéquie        | 4  | 2      | 0      | 6     |
| 2     | Australie       | 2  | 0      | 0      | 2     |
| 3     | Allemagne       | 1  | 3      | 1      | 5     |
| 4     | Grande-Bretagne | 1  | 1      | 3      | 5     |
| 5     | France          | 1  | 1      | 2      | 4     |
| 6     | Slovaquie       | 1  | 1      | 0      | 2     |
| 7     | Slovénie        | 0  | 1      | 1      | 2     |
| 8     | Pologne         | 0  | 1      | 0      | 1     |
| 9     | Autriche        | 0  | 0      | 1      | 1     |
| 9     | Espagne         | 0  | 0      | 1      | 1     |
| 9     | États-Unis      | 0  | 0      | 1      | 1     |
| Total | Total           | 10 | 10     | 10     | 30    |